# Gabor Maté
Gabor Maté (nacido en Budapest, Hungría, en 1944) es un médico y escritor canadiense, autor de varios libros, que se especializa en el estudio y tratamiento de las adicciones, trastorno por déficit de atención y experiencias tempranas en la infancia.

## Biografía
Gabor Maté nació en Budapest en 1944 en una familia judía. Sus abuelos maternos, Josef y Hannah Lövi, procedentes de la ciudad eslovaca de Košice, fueron asesinados en Auschwitz cuando Gabor tenía cinco meses. Su tía desapareció durante la guerra y su padre fue sometido por el Partido Nazi a trabajos forzados. Cuando Gabor tenía un año, su madre lo puso al cuidado de una persona desconocida durante más de cinco semanas para salvar su vida. Al volver a reunirse con su madre, el niño estaba tan dolido que evitó mirarla durante varios días. Según afirma, este trauma de «abandono, rabia y desesperación» siguió manifestándose en su vida adulta, lo que le lleva a tener altercados similares cuando percibe una amenaza de abandono, especialmente por parte de su esposa.
Emigró a Canadá con su familia durante la Revolución Húngara de 1956. Se graduó de la escuela secundaria Kitsilano en Vancouver, posteriormente obtuvo una Licenciatura en Inglés de la Universidad de British Columbia y un grado de enseñanza de la Universidad Simon Fraser en Burnaby, Columbia Británica. Después de trabajar algunos años como profesor de secundaria en inglés y literatura, regresó a la universidad para seguir la carrera de medicina.[cita requerida]
Realizó prácticas privadas de familia en el este de Vancouver durante más de veinte años. Fue también coordinador médico de la Unidad de Cuidados Paliativos del Hospital de Vancouver durante siete años. En la década de 1990 fue columnista médico regular para los periódicos Vancouver Sun y The Globe and Mail.
Actualmente es profesor adjunto en la Escuela de Criminología de la Universidad Simon Fraser y médico titular del Hotel Portland, una residencia y centro de recursos para el pueblo del centro de Vancouver. También trabaja en clínicas de reducción de daños de la misma ciudad con pacientes que sufren de enfermedad mental, adicción a las drogas, VIH o una combinación de estos factores. Recientemente, ha escrito sobre sus experiencias de trabajo con adictos en su último libro In the Realm of Hungry Ghosts.

## Obra

### Medicina
Un tema recurrente en sus libros es el impacto de la infancia en la salud física y mental de las personas a través de mecanismos neurológicos y psicológicos, que considera necesarios para el cambio social. En el libro In the Realm of the hungry Ghosts propone nuevos enfoques al tratamiento de adicciones (ej. lugares de inyección segura) basados en la comprensión de las raíces socioeconómicas y biológicas de la adicción. Describe el rol significativo de la “identificación temprana” es decir estrés, maltrato y particularmente abuso sexual infantil, en el aumento de la susceptibilidad a la adicción.
Argumenta que la guerra contra las drogas en realidad penaliza a los adictos por haber sido objeto de abuso y afianza la adicción con mayor profundidad ya que los estudios muestran que el estrés es el mayor impulsor en la recaída de la adicción y el comportamiento. Declara que un sistema que margina, exilia e institucionaliza a las personas en establecimientos sin atención y con fácil acceso a las drogas solo empeora el problema.
El impacto de la adversidad en la infancia se observa en el libro Cuando el cuerpo dice no: Comprender la conexión de estrés-enfermedad. En el mismo explica que las experiencias tempranas tienen un rol fundamental en la formación de la percepción del mundo en las personas, y en la fisiología del estrés así como los factores que afectan a la salud de la persona más tarde. Afirma que los patrones emocionales inculcados en la infancia permanecen en la memoria de las células y el cerebro y se manifiestan en las interacciones interpersonales, de esta manera el impacto de los traumas infantiles (por ejemplo abuso de menores, violencia familiar, estrés extremo por pobreza, padres adictos o en la cárcel, divorcios violentos, etc.) incide en cómo las personas viven sus vidas y tiene relación directa con el riesgo de adicciones, enfermedades mentales y físicas.
Según Maté, padecer algún trauma infantil aumenta enormemente las posibilidades de una persona de sufrir una adicción más tarde, también influye en el riesgo de padecer enfermedades como hipertensión, enfermedades coronarias, etc., así como en el riesgo de suicidio y muerte temprana.
En general, sostiene que las personas se benefician al adoptar un enfoque holístico para su propia salud, por ejemplo, se ha visto a la gente sobrevivir diagnósticos supuestamente terminales considerando seriamente a su "unidad mente-cuerpo" y la "unidad espiritual", e ir más allá del modelo médico de tratamiento.
También señala que el aumento en el acoso escolar, el trastorno por déficit de atención (TDAH) y otros trastornos mentales en los niños estadounidenses son el resultado de las actuales condiciones de la sociedad. Es decir, vivimos en una sociedad en la que por primera vez en la historia, los niños pasan la mayor parte de su tiempo lejos de la crianza de sus padres. Para Maté la crianza a cargo de los padres es necesaria para el desarrollo saludable del cerebro durante la infancia.

### Israel y Palestina
En una columna de opinión de julio de 2014 titulada Beautiful Dream of Israel has become a Nightmare («El hermoso sueño de Israel se ha convertido en pesadilla»), Maté criticó las políticas impuestas por Israel al considerarlas incompatibles con una paz justa y añadió que «[n]o se puede entender Gaza sin contexto». Maté trazó una comparación directa entre Gaza y el gueto de Varsovia e incidió en el enorme desequilibrio de fuerzas señalando que «[a]l contrario que Israel, los palestinos carecen de helicópteros Apache, drones guiados, aviones de combate con bombas y artillería guiada por láser».
En noviembre de 2023, Maté fue entrevistado por Piers Morgan. En el transcurso de la entrevista, dijo que lloró todos los días durante dos semanas después de visitar Gaza. También hizo un llamamiento por el fin de la ocupación y de la persecución contra los palestinos y por el regreso de los palestinos a los territorios ocupados desde 1967.

## Publicaciones
- Scattered Minds: A New Look at the Origins and Healing of Attention Deficit Disorder (1999).
- El precio del estrés: Cuando el cuerpo dice no (2003). When the body says no: The cost of hidden stress.
- Regreso al vínculo familiar: Protege a tus hijos (coautor con Gordon Neufeld) (2008). Hold on to your kids: Why parents need to matter more than peers.
- In the Realm of Hungry Ghosts: Close Encounters with Addiction (2009)

## Filmografía
- Maurizio Benazzo y Zaya Benazzo (directores) (2021). The Wisdom of Trauma (La sabiduría del trauma). Science and Nonduality.  Escena en 88 minutos.